# Ганчірка

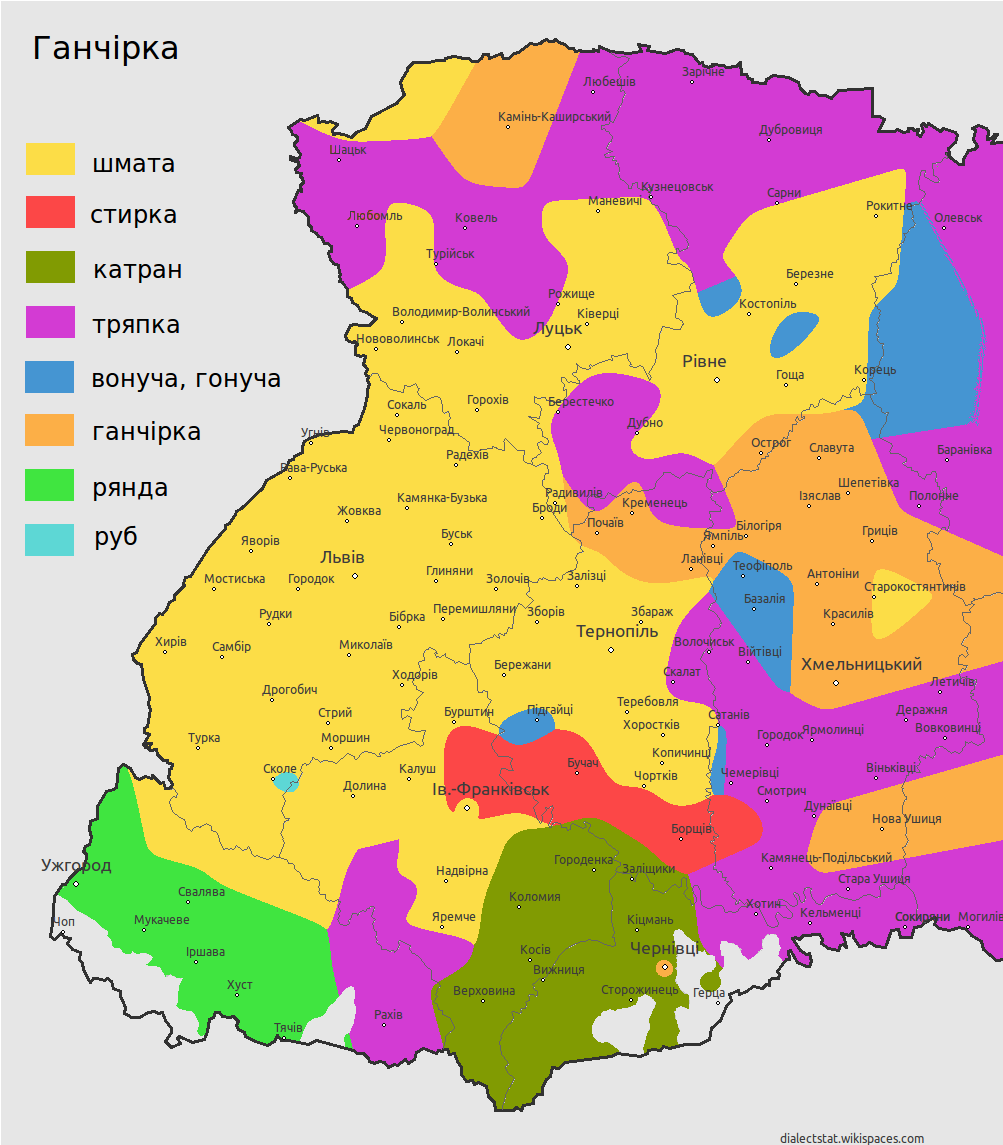
Поширення назв ганчірки на заході Україні

Ганчі́рка (через пол. hanczurka від нім. Handscheure — «ганчірка для рук»), шмати́на, збірн. ганчі́р'я, також дра́нтя, лахміття — шматок матерії (тканини), який зазвичай використовується для витирання, прибирання, очищення, миття. Шматок матерії, що використовується для протирання.

## Застосування
Історично першими матеріалами, використовуваними як ганчірки, були бавовна і льон. У Радянському Союзі як ганчірки виступали зношені предмети одягу.
Для виготовлення ганчірок, що мають підвищені споживчі властивості, використовується поліестер. Ганчірки з мікроволокна (мікрофібра) здатні видаляти забруднення без мила і чистячого порошку, не залишаючи слідів на поверхні..
У поєднанні зі шваброю утворює зручний інструмент для миття великих поверхонь підлоги. В даний час є прототипом більш сучасних швабр з віджиманням.
Високу споживчу цінність ганчірка має унаслідок гарної здатності до змочування.

## Інше
- Ганчіркою (дрантям) у розмовному мовленні зневажливо називають будь-який одяг[1][5].
- Також, «ганчіркою» можуть назвати невпевнену в собі людину, яка нехтує своїми інтересами[1].